# Sparrenmos
Sparrenmos ofwel enkelgeveerd thujamos (Thuidium abietinum) is een soort uit het geslacht thujamos (Thuidium).
Het is een zeer zeldzame maar circumboreaal verspreide soort van duinen en graslanden. 

## Etymologie en naamgeving
- Synoniem: Abietinella abietina (Hedw.) Fleisch.
- Engels: Feather Moss

De botanische naam Thuidium is Oudgrieks voor thuja, naar de gelijkenis met de levensboom (Thuja occidentalis). De soortaanduiding abietinum komt uit het Latijn en betekent 'lijkend op een zilverspar (Abies).

## Determinatie
Sparrenmos is een tweehuizig slaapmos dat ijle matten vormt. De plant is enkelvoudig geveerd (in tegenstelling tot gewoon thujamos, dat meervoudig geveerd is), waarbij alle vertakkingen in een plat vlak liggen zodat het geheel wat op een tweedimensionaal 'sparretje' lijkt. De stengel is bezet met parafylliën, sterk gereduceerde blaadjes. De stengelblaadjes zijn breed driehoekig, dofgroen en papilleus.
Slechts zelden wordt een sporenkapsel of sporogoon gevormd. Ze staan op een 1,5 tot 3 cm lange, rode steel, zijn bijna rechtopstaand en cilindrisch. Het kapsel wordt afgesloten door een taps toelopend operculum. 

## Variëteiten
Er zijn twee variëteiten, die verschillen in morfologische verschillen en enigszins verschillende locatie-eisen:
- Thuidium abietina var. abietinum heeft holle, breed eivormige en korte toegespitste vertakte bladeren, 1 mm lang, met opgerolde bladranden. Het groeit op licht tot zonnig, overwegend zwak basisch substraat op droge locaties die worden gekenmerkt door sterke opwarming en intermitterende droge fasen. Typische begeleidende mossen zijn Rhytidium rugosum, Homalothecium lutescens, Entodon concinnus en Hypnum cupressiforme var. lacunosum.
- Thuidium abietina var. hystricosum heeft lange, puntige bladeren van 1,5 millimeter lang en meestal vlakke bladranden. De planten van dit ras zijn meestal sterker, dicht vertakt, donkergroen en hebben vaak aan één kant takpunten. Het groeit het liefst in gebieden met een evenwichtig zeeklimaat, heeft meer vocht nodig en vermijdt locaties met overmatige opwarming.

Naast beide variëteiten bestaat er ook een tussenvorm die bekend staat als Thuidium abietina var. abietinum f. intermedium . Een duidelijk onderscheid is daarom niet altijd mogelijk.

## Ecologie
Sparrenmos groeit voornamelijk op lichte tot licht beschaduwde plaatsen op droge, stenige, kalkrijke bodems, zoals in kalkgraslanden, kust- en rivierduinen en lichte bossen.

### Syntaxonomie
In de syntaxonomie staat sparrenmos te boek als kensoort voor de klasse van kalkgraslanden (Festuco-Brometea).

## Verspreiding
Sparrenmos kent een circumboreaal verspreidingsgebied. Het is in België en Nederland zeer zeldzaam.